# Thanda Royal Zulu FC
Thanda Royal Zulu Football Club – klub piłkarski z Republiki Południowej Afryki, grający obecnie w drugiej lidze, mający siedzibę w mieście Durban, leżącym nad Oceanem Indyjskim. Domowe mecze rozgrywa na stadionie Mpumalanga Stadium.
Poprzednio klub istniał pod nazwą Benoni Premier United, jednak w 2007 roku został przemianowany na Thanda Royal Zulu, gdy został kupiony przez szwedzkie konsorcjum. Siedzibę klubu zmieniono z Benoni na Durban z prowincji KwaZulu-Natal.

## Sukcesy
- Mvela Platinum play-offs: zwycięstwo 2005/06

## Partnerskie kluby
- Manchester City
- Grasshopper Club
- Shanghai Shenhua
- FK Moskwa
- Chonburi FC
- Perth Glory